# Дуарте, Ладислао
Ладисла́о Дуа́рте Э́спес,  Владислав Петрович (исп. Ladislao Duarte Espes, 6.09.1914, также указывается 03.09.1917 (05.09.1917), Эрла, Сарагоса, Испания — 1993, Нижний Новгород, Россия) — испанский и советский лётчик-истребитель, советский автоконстуктор. Капитан в отставке.  Принимал активное участие в создании автомобилей ГАЗ-12 ЗИМ, ГАЗ-13 «Чайка», ГАЗ-24 и ГАЗ-3105 «Волга». Награждён орденами Отечественной войны I и II степени, медали «За оборону Москвы», «За освобождение Варшавы», «За победу над Германией в Великой Отечественной войне 1941—1945 гг.» и другими.

## Биография
Ладислао Эспес Дуарте родился в большой семье каменотёса, в 1914 году в деревушке под столицей Арагона города Сарагоса. В 10 лет потерял в автокатастрофе отца и старшего брата. Чтобы поддержать семью Ладислао начал работать, попутно по вечерам учился в индустриальном техникуме на фрезеровщика. Юношей захотел стать лётчиком и оттого бесплатно помогал механикам спортивной авиашколы Сарагосы.
В 1936 году, после того как генерал Франко поднял мятеж против Испанской Республики, Дуарте вместе с другими сыновьями рабочих и крестьян направился в привилегированную лётную школу Ларивера для будущей защиты родины. Дуарте обучался по 12-14 часов в сутки; у советского лётчика-инструктора обучался пилотированию самолёта И-15.
Во время гражданской войне в Испании был командиром 4-й эскадрильи «чатос» с 20 августа 1937 по март 1938 годов. После войны эмигрировал в СССР. За воинскую доблесть и мастерство молодой сержант Л. Дуарте был назначен командиром эскадрильи, а осенью 1938 года, в дни жестоких боёв за Теруэль, возглавил авиаполк. За время гражданской войны Ладислао сбил 22 вражеских самолёта. После падения Испанской республики авиаполк Дуарте взял курс на Францию и там испанцы добились отправке в СССР. Испанцам предложили выбрать для жительства любой город и комполка Дуарте с несколькими товарищами поехали в Горький. Испанских коммунистов радушно приняли на Горьковском автозаводе. Л. Дуарте поступил в инструментально-штамповый корпус фрезеровщиком. Без отрыва от производства успешно окончил Автомеханический техникум с квалификацией техника-технолога по холодной обработке металлов. Одновременно хорошо изучил русский язык.
Дата поступления на службу: 02.07.1941. В Великой Отечественной войне участвовал с ноября 1941 года. С 7 ноября 1941 по 25 июля 1942 года служил в составе 1-й истребительной авиационной бригады. Поначалу командовал частью испанских пилотов, которым выделили И-15, затем воевал на МиГ-3. В составе бригады участвовал в обороне Москвы.
С июля 1942 Дуарте служил в 740-м ИАП 130-й ИАД. Последнюю победу одержал над Кёнигсбергом, сбив бомбардировщик Ju-88.
В конце войны стал командиром 144-го ИАПа ПВО.
После войны до 1948 года служил в ВВС. Демобилизовали испанских лётчиков из рядов ВВС СССР в 1948 году в экстренном порядке.
После демобилизации вернулся на ГАЗ, перейдя в конструкторско-экспериментальный отдел. Здесь Л. Дуарте проработал 39 лет, став руководителем группы.
Был известен как один из уникальных специалистов в области разработки поверхности кузова. В соавторстве с британцем Джоном Вильямсом (Томасом Боттингом), тоже работавшим на заводе, написал книгу по разработке поверхности. Его труд на заводе был отмечен грамотами, благодарностями и премиями, он всегда находился в числе передовиков и новаторов социалистического соревнования.
В начале 1960-х, когда политический режим в Испании немного смягчился, Л. Дуарте временно выехал на родину, чтобы повидаться с близкими. Затем вернулся в СССР и снова пришёл на Горьковский автозавод.
В 1966 году его, как испаноговорящего квалифицированного специалиста, направили в длительную командировку на Кубу, где он занимался организацией технологических процессов по сборке и ремонту советских автомобилей. В 1977—1980 гг. командирован  в Никарагуа по линии Советского Красного Креста. По завершении командировки вернулся на Горьковский автозавод.

## Семья
Супруга — Валентина Васильевна; вместе воспитали двоих сыновей. Дети продолжили династию, работая также на ГАЗе.

## Награды
Орден Отечественной войны I степени (31.07.1944), Орден Отечественной войны II степени (06.04.1985)
Медали: «За победу над Германией в Великой Отечественной войне 1941—1945 гг.» (09.05.1947), «За оборону Москвы» (01.05.1944),
Новаторство и ударная работа Л. Дуарте были отмечены большой серебряной медалью ВДНХ, медалью «Ветеран труда», почётными знаками «Ветеран автомобильной промышленности СССР», «Победитель соцсоревнования», Почётной грамотой Министерства автомобильной промышленности СССР. 